# Synatemnus parvulus
Synatemnus parvulus är en spindeldjursart som beskrevs av Beier 1944. Synatemnus parvulus ingår i släktet Synatemnus och familjen Atemnidae. Inga underarter finns listade i Catalogue of Life.